# Földrengés
A földrengés a földfelszín egy darabjának hirtelen bekövetkező és néha katasztrofális következményekkel járó mozgása. A földrengések általában a földkéregben felgyülemlett energia felszabadulásakor keletkező lökéshullámok, melyek a keletkezési pontból – a földrengés hipocentrumából – gömbhéjszerűen terjednek minden irányba. A hipocentrum felszínre vonatkozó merőleges vetülete az epicentrum.
A feszültség több okból halmozódhat fel. Ebből következik, hogy a földrengések a Föld különböző részein keletkeznek. A legnagyobb feszültségek a kőzetlemezek találkozásánál keletkeznek, és a földrengések jelentős része ezen a területen alakul ki. (Ha megnézzük a képet, nagyon jól kirajzolódnak rajta a lemezhatárok.)
Ezeket a földrengéseket nevezzük interplate (lemezek közti) földrengéseknek. Megfigyeltek földrengéseket a lemezszegélyektől távol a kőzetlemezek belsejében is, ezeket intraplate (lemezen belüli) földrengéseknek nevezzük, ennek kialakulási okai még nem teljesen tisztázottak. Ezeket a földrengéseket, melyeket a lemezek mozgása okoz, tektonikus rengéseknek nevezzük (például vulkánkitörés hatására, amikor a földrengést a felfelé törekvő magma okozza). Az ember is okozhat földrengéseket a föld alatti kísérleti atomrobbantásokkal. Ezt a hatást használták fel arra, hogy az atomrobbantásokat figyelemmel tudják kísérni, de mivel ezek mesterségesen keltett földrengések, nem szokták a földrengések közé sorolni őket. Ezt a körülményt a földrengéseket vizsgáló tudományágak is figyelembe veszik, az általános földrengéstan (szeizmológia) csak a természetes, az alkalmazott földrengéstan (szeizmika) csak a mesterséges rengések tanulmányozásával foglalkozik.

Földrengések 1900-tól 2017-ig

## Előrengés, utórengés
Egy földrengés utórengése olyan földrengés, amely a főrengés után következik be, ugyanabban a földrajzi régióban, és gyengébb a főrengésnél. Ha az utórengést erősebbnek mérik a főrengésnél, akkor attól kezdve az utórengést tekintik főrengésnek, és a korábbi rengést előrengésnek. Az utórengéseket az váltja ki, hogy a földkéreg az elmozdult törésvonal környékén a főrengés hatására átrendeződik.

## Tulajdonságai

### Keletkezése
Nagyon nagy számú földrengés keletkezik a Földön nap mint nap, de ezeknek a rengéseknek a legnagyobb része az ember számára nem érzékelhető, úgynevezett mikroszeizmikus rengés. Az olyan rengéseket, amelyek az ember számára is érzékelhetőek, makroszeizmikus rengéseknek nevezzük. Ilyenből naponta csak egy-kettő keletkezik.
A földrengések jelentős része a kőzetlemezek találkozásának közelében pattan ki. Ez azért van, mert az egyik kőzetlemez a másik alá bukik, és a lefelé haladás közben a lemezt felépítő kőzetek rugalmasan változtatják alakjukat, és amikor már nem bírják a keletkező feszültséget, a sok felgyülemlett energia földrengés formájában oldódik fel. Ez jelentősen átrendezi a két kőzetlemez felszínét. Egy földrengés kipattanása után mértek több tíz méteres szintbeli eltéréseket a rengés előtti állapothoz képest. Ezeket a rengéseket, amelyek 70 km-es mélységig keletkeznek, sekély mélységű rengéseknek hívjuk. A kőzetlemez folyamatosan halad lefelé, és kb. 600 km-es mélységben beleolvad az asztenoszférába. Ha a földrengés mélysége 70–300 km között van, közepes mélységű rengésekről beszélünk, a 300 km alatti rengéseket mély fészkű rengéseknek nevezzük.

### Hatásai

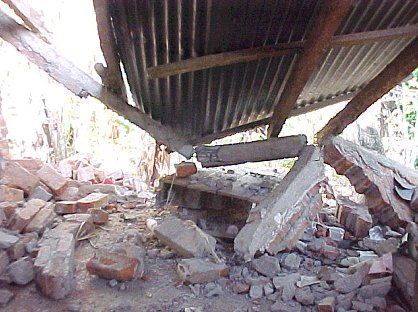
A földrengés pusztítása

A földrengések nagyon sokféleképpen tudnak rombolni és az emberi életben kárt tenni. A földrengések hatására keletkező másodlagos hatások sokszor sokkal rombolóbbak, mint maga a földrengés. A földrengés elsődleges hatása a lökéshullámok okozta rombolás, mert a házak nem tudnak ellenállni a folyamatos rázkódásnak és összedőlnek. Másodlagos hatásnak nevezhetjük a földrengés hatására keletkező egyéb természeti jelenségeket, ezek közül is a legpusztítóbb a cunami, ami a tengerfenéken kipattanó rengés következtében a tengeren keletkező hullám, amely a part közelébe érve több tíz méter magasra is megnőhet (ilyen volt például a 2004-es indiai-óceáni cunami). Ezenkívül a földrengés kiválthat sokkal kevesebb emberi életet követelő természeti jelenségeket is, például földcsuszamlásokat és hegyomlásokat. A városokban a legpusztítóbb utóhatása a földrengéseknek a gázvezetékek eltörése miatt kialakuló tűzvész. A földrengés lökéshullámainak hatására bizonyos talajtípusok elveszthetik szilárdságukat, ez az ún. talajfolyósodás jelensége, amely szintén komoly károkat okozhat az épületekben.

### Földrengéshullámok fajtái

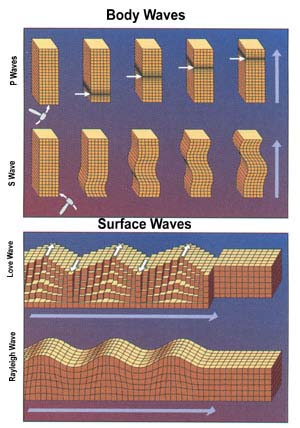
A földrengéshullámok fajtái

A földrengés során több fajta hullám keletkezik. A hullámokat két fő csoportra oszthatjuk, az egyik csoportot az úgynevezett térhullámok alkotják, ezek a Föld belsejében is képesek terjedni, a másik csoportot a felületi hullámok alkotják, amelyek csak a Föld felszínén terjednek.
- A térhullámok
  - Longitudinális hullám: a hullámot más néven p (primer) hullámnak is nevezik, mert a szeizmogramokon ez a hullám jelentkezik először. A hullámban a részecskék terjedési iránya megegyezik a hullám haladási irányával, összehúzódási és kitágulási szakaszok követik egymást.
  - Transzverzális hullám: a hullámot más néven s (szekunder) hullámnak is nevezik, mert a szeizmogramon a p hullámok után jelentkezik. Ebben a hullámban a részecskék terjedési iránya merőleges a hullám haladási irányára. Az s hullámok jellemzője, hogy a folyadékokban nem terjednek. Mivel ezek a hullámok terjednek a Föld belsejében is, és a különböző sűrűségű anyagokban különböző sebességgel haladnak, felhasználhatóak arra, hogy segítségükkel meghatározzák a Föld belső szerkezetét.
- A felületi hullámok
  - Rayleigh-típusú hullám: nevét a hullámot matematikailag először leíró Lord Rayleigh-ről kapta. A hullámban a részecskék terjedési iránya merőleges a hullám haladási irányára. A hullám a Föld felszínén halad, és akár szemmel is látható lehet, mert az autók le-fel mozognak a hatására.
  - Love-típusú hullám: nevét a hullámot először 1911-ben leíró A. E. H. Love brit matematikusról kapta. Ebben a hullámban a részecskék a hullám síkjában mozognak. A sebessége általában nagyobb, mint a Rayleigh típusú hullámé.

## Erőssége

### A földrengések erőssége
A földrengések erősségének jellemzésére többféle skálát használnak:
- Európai makroszeizmikus skála: a Mercalli-skála továbbfejlesztett és Európában használt változata.
- Momentum magnitúdó skála: a Richter-skála továbbfejlesztett és az Egyesült Államokban használt változata.
- Richter-skála: a földrengés erősségét egy logaritmikus skála szerint határozza meg.
- Mercalli-skála: ez a 12 fokozatú skála a földrengések erősségét tapasztalati úton, a földrengés által végzett pusztításból vezeti le.
- Medvegyev–Sponheuer–Kárník-skála a 12 fokozatú skála a földrengések erősségét a földrengés által végzett pusztításból vezeti le.
- a legnagyobb talajgyorsulás a földrengés erősségét jellemzi egy adott területen.

### A földrengések mérése
A földrengések erősségének mérésére szeizmográfokat használnak. Ezek olyan elven működnek, hogy egy kerethez lazán rögzített tehetetlen test és a földdel együtt mozgó keret relatív elmozdulását mérik. A jeleket felerősítik és papírra vagy számítógépre rögzítik.

## Előrejelzése
Az észak-amerikai University of Colorado Boulder geofizikus kutatója, Roger Bilham, és kolléganője, Rebecca Bendick geofizikus (University of Montana) 2017-es tanulmánya szerint a földrengések gyakorisága megjósolható. Megállapítása szerint az utolsó 100 év 7-es erősségű (vagy erősebb) földrengései és a Föld keringésének lassulása jól illeszkednek egymáshoz. A magyarázat az lehet, hogy amikor a Föld forgása lassul, az egyenlítő kissé „összemegy”, azonban a tektonikus lemezek mérete nem változik ilyen könnyen, a lemezek érintkezési vonalán az összenyomódás hatására mechanikus feszültség keletkezik, ami egy idő után földrengésben egyenlítődik ki.
1900 óta minden évben átlagosan 15 nagy földrengés történik. Azonban bizonyos időszakokban a földrengések száma 25, vagy akár 35 is lehet egy évben. Ezekben az időszakokban a Föld forgása kis mértékben, de hirtelen lelassult. A Föld forgásának lassulását okozhatják olyan időjárási jelenségek, mint az El Niño, az óceáni áramlatok, vagy a Föld szilárd kérge alatti olvadt magma áramlásának megváltozása. „Amikor a folyadékok áramlása felgyorsul, a szilárd földfelszínnek lassulnia kell” – teszi hozzá Bilham.
Mivel a Föld forgási sebességének, vagy másképp fogalmazva: a nap hosszának apró változását milliomod másodpercet kitevő változását atomórákkal mérni tudjuk, a földrengések éves száma akár öt évre előre jelezhető – állítja Roger Bilham.

## Érdekesség
- Főleg a nagyobb rengések előtt és alatt létrejövő jelenség a földrengésfény, melynek keletkezési mechanizmusát még nem ismerjük. Valószínűleg dörzselektromos hatás (tribolumineszcencia) is szerepet játszik benne.[4]
- Spártát i.e. 464-ben pusztította el földrengés, a halottak száma elérte a 30 000-et.
- A legtöbb lakos a kínai földrengéseknél vesztette életét, az 1556-os saanhszi földrengés során több mint 830 000 ember halt meg.
- Európában a 16. századtól Olaszország területe szenvedte el a legtöbb földrengést, az 1908-as messinai földrengéskor 83 000 lakos vesztette életét.

### Magyarul
- Magyarországi mérőállomások szeizmogramjai és egyéb hasznos információk
- Hová ne menjen, aki fél a földrengéstől? (Index, 2010. március 4.)
- Az elmúlt 24 órában bekövetkezett földrengések térképe Archiválva 2007. szeptember 12-i dátummal a Wayback Machine-ben
- Dr. Hédervári Péter: A Föld különös jelenségei, 1977
- A Kárpát-medence és térsége földrengései (456–2006) – Térkép
- Földrengésbiztonsági Konferencia Magyarországon, 2007; szerk. Kegyes Brassai Orsolya; Széchenyi István Egyetem, Győr, 2007 + CD-ROM
- Vulkánok és földrengések; ford. Pintér Zoltán; Kossuth, Bp., 2010
- Richard P. Ray: Geotechnikai kézikönyv földrengésre való méretezéshez; MMK Geotechnikai Tagozat, Bp., 2014
- Helyi spektrumok alkalmazása földrengésre történő méretezésre; tan. Vigh L. Gergely; Magyar Mérnöki Kamara, Bp., 2018

### Angolul
- Német oldal leírásokkal (angol nyelvű)
- A listában megtalálhatóak a legfrissebb földrengések
- Angol nyelvű oldal nagyon sok információval
- Világtérképre vetítve megtalálhatjuk az utóbbi egy hét jelentősebb földrengéseit
- RSOE EDIS – Globális Katasztrófafigyelő Szolgálat oldala. Földrengések, vulkáni aktivitások, szökőárak, stb. monitorozása és megjelenítése. Archiválva 2009. március 12-i dátummal a Wayback Machine-ben